# Вюрцбах (приток Блиса)
Вю́рцбах или Вюрц-Бах (нем. Würzbach) — река в Германии, течёт по территории района Саарпфальц на юго-востоке земли Саар. Правый приток среднего течения реки Блис.
Общая длина реки 12,6 км, площадь водосборного бассейна 56,1 км². Среднегодовой расход воды равняется 0,339 м³/с; летом средний расход воды — 0,185 м³/с.
Начинается на высоте 318 м над уровнем моря восточнее Райхенбрунна, на территории административно относящейся к городу Санкт-Ингберт. В среднем течении в Нидервюрцбахе на реке устроена плотина, образующая пруд Вюрцбахер-Вайер. Вюрцбах впадает в Блис на высоте 212 м над уровнем моря около юго-восточной окраины Лауцкирхена, на территории административно относящейся к городу Блискастель. Преобладающим направлением течения является восток.

## Притоки
- нем. Ettentalbach (левый);
- нем. Ettentalbach (левый);
- нем. Stockweiherbach (левый);
- нем. Geißbach (левый);
- нем. Annahofbach (левый);
- нем. Landscheider Bach (правый);
- нем. Kirkelertalbach (левый);
- нем. Bornbach (левый);
- нем. Bach aus der Kitterlichsklamm (левый);
- нем. Alschbach (правый);
- нем. Kirkeler Bach (левый)[3].